# Ala, Valgamaa
Ala är en ort i Estland. Den ligger i Helme kommun och landskapet Valgamaa, i den södra delen av landet, 170 km söder om huvudstaden Tallinn. Ala ligger 95 meter över havet och antalet invånare är 276.
Terrängen runt Ala är platt. Runt Ala är det mycket glesbefolkat, med 7 invånare per kvadratkilometer. Närmaste större samhälle är Karksi-Nuia, 12,2 km nordväst om Ala. I omgivningarna runt Ala växer i huvudsak blandskog.